# Anthoathecata
Anthoathecata Cornelius, 1992 è un ordine di Hydrozoa.

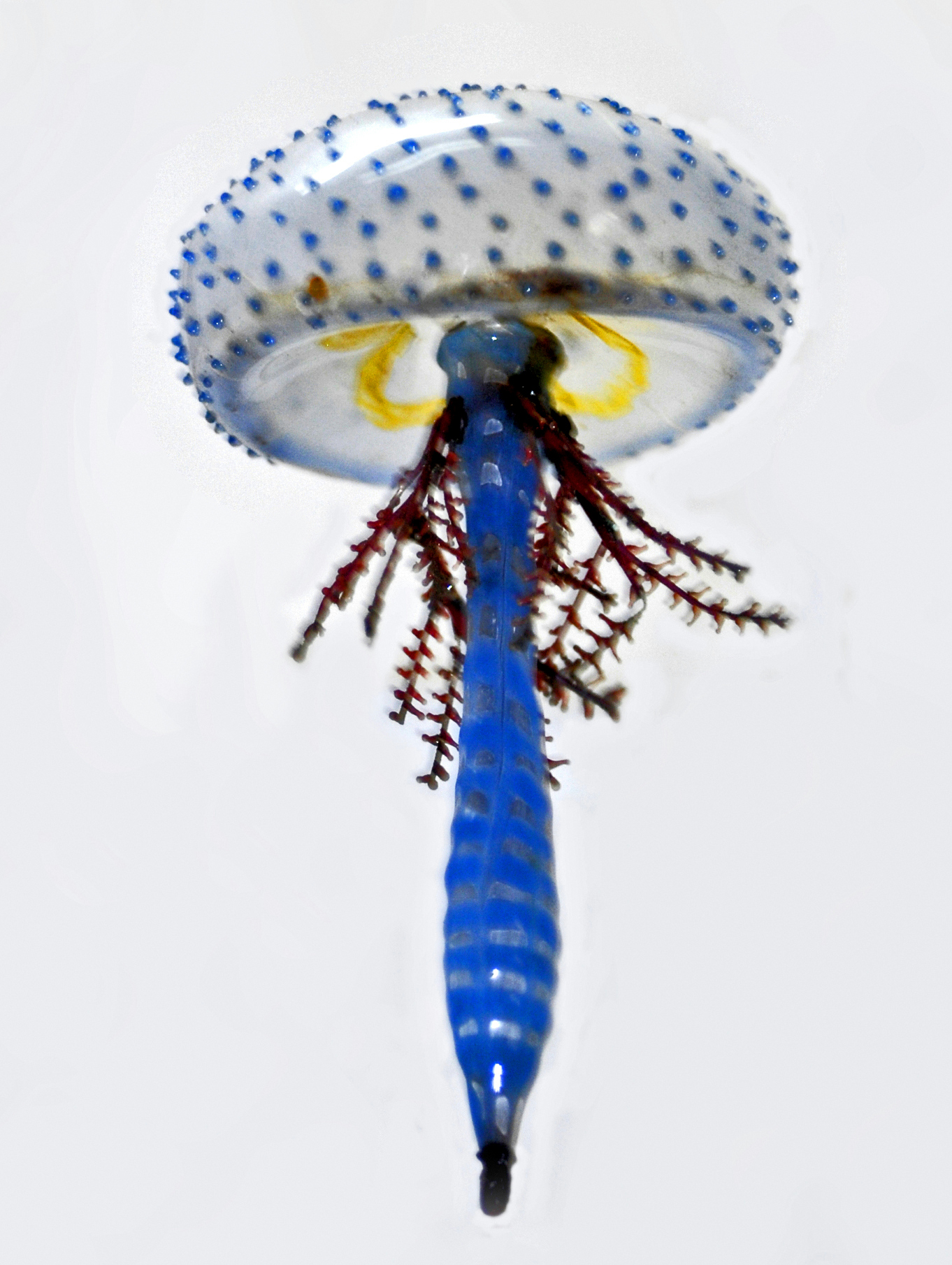
Anthomedusae - Lymnorea trieda. Museo di storia naturale dell'Università di Pisa. Modello in vetro di Leopold e Rudolf Blaschka

## Tassonomia
All'ordine appartengono i seguenti quattro sottordini, uno dei quali indicato come incertae sedis:
- Anthoathecata incertae sedis
- Aplanulata
- Capitata
- Filifera